# Kvalifikace na Mistrovství světa ve fotbale 1970
V kvalifikaci na Mistrovství světa ve fotbale 1970 se národní týmy ze šesti fotbalových konfederací ucházely o 14 postupových míst na závěrečný turnaj. Pořadatelské Mexiko spolu s obhájcem titulu - Anglií měli účast na závěrečném turnaji jistou. Kvalifikace se účastnilo 75 zemí.
| Region                                        | Počet místenek na finálovém turnaji pro tento region | Počet účastníků kvalifikace v tomto regionu |
| --------------------------------------------- | ---------------------------------------------------- | ------------------------------------------- |
| Afrika (CAF)                                  | 1                                                    | 13                                          |
| Asie (AFC) a Oceánie (OFC)                    | 1                                                    | 7                                           |
| Evropa (UEFA)                                 | 9 (včetně Anglie)                                    | 29                                          |
| Jižní Amerika (CONMEBOL)                      | 3                                                    | 10                                          |
| Severní, Střední Amerika a Karibik (CONCACAF) | 2 (včetně pořadatelského Mexika)                     | 13                                          |

## Kvalifikační skupiny
Celkem 68 týmů sehrálo alespoň jeden kvalifikační zápas. Sehráno jich bylo 172 a padlo v nich 542 branek (tj. 3,15 na zápas).

### Afrika (CAF)
(13 týmů bojujících o 1 místenku)
Po vyloučení dvou týmů čekaly na 11 týmů celkem tři fáze. První dvě byly hrány vyřazovacím systémem doma a venku, přičemž nejvýše nasazený tým byl nasazen až do druhého kola. Ve třetí fázi utvořila trojice týmů jednu skupinu, ve které se utkaly dvoukolově každý s každým doma a venku a vítěz postoupil na MS.

### Asie (AFC) a Oceánie (OFC)
(7 týmů bojujících o 1 místenku)
Společné kvalifikace Asie a Oceánie se zúčastnilo 7 týmů (včetně  Rhodesie, člena CAF). Nejníže nasazená trojice se utkala v první fázi v jedné skupině jednokolově na centralizovaném místě. Vítěz skupiny postoupil do druhé fáze, kde byla čtveřice týmů rozlosována do dvou skupin po dvou. Týmy se zde utkaly dvouzápasově. Vítězové postoupili do třetí fáze, kde se utkali doma a venku o postup na MS.

### Evropa (UEFA)
(29 týmů bojujících o 8 místenek)
Celkem 29 týmů bylo rozlosováno do osmi skupin po čtyřech, resp. třech týmech. Ve skupinách se utkal každý s každým dvoukolově doma a venku. Vítězové skupin postoupili na MS.

### Jižní Amerika (CONMEBOL)
(10 týmů bojujících o 3 místenky)
Všech 10 účastníků jihoamerické zóny bylo rozlosováno do třech skupin po čtyřech, resp. třech týmech. Ve skupinách se utkal každý s každým dvoukolově doma a venku. Vítězové skupin postoupili na MS.

### Severní, Střední Amerika a Karibik (CONCACAF)
(13 týmů bojujících o 1 místenku)
Po vyloučení jednoho týmu byla zbylá dvanáctka účastníků rozlosována do čtyř skupin po třech týmech, ve kterých se utkal každý s každým dvoukolově doma a venku. Druhá a třetí fáze se hrála vyřazovacím systémem doma a venku. Vítěz třetí fáze postoupil na MS. Dvojutkání druhé fáze mezi týmy  Salvador a  Honduras dokonce vyústilo ve válečný konflikt mezi oběma zeměmi, kvůli němuž zahynulo celkem přibližně 2 100 lidí.